# Pałac przy ul. Kruszwickiej w Jeleniej Górze
Pałac przy ul. Kruszwickiej w Jeleniej Górze – wybudowany pod koniec XIX w. w Jeleniej Górze.

## Położenie
Pałac położony jest w Jeleniej Górze – mieście na prawach powiatu w południowo-zachodniej Polsce, w województwie dolnośląskim, w śródgórskiej Kotlinie Jeleniogórskiej, nad rzeką Bóbr. 

## Historia
Obiekt jest częścią zespołu pałacowego, w skład którego wchodzi jeszcze ogród.